# استوديوهات مارفل
استوديوهات مارفل أو مارفل ستوديوز (بالإنجليزية: Marvel Studios) هي شركة أمريكية لإنتاج الأفلام والمسلسلات التلفزيونية. تُعد مارفل ستوديوز مبتكرة عالم مارفل السينمائي، وهو امتياز إعلامي وعالم مشترك من الأفلام والمسلسلات التلفزيونية التي تنتجها الشركة، ويعتمد على شخصيات تظهر في منشورات مارفل كومكس. تأسست الشركة في عام 1993 على يد آفي آراد كجزء من مجموعة مارفل إنترتينمنت، وقد قادها المنتج كيفن فيغي منذ عام 2007، حيث يشغل منصب رئيسها. في البداية، قامت الشركة بترخيص حقوق إنتاج الأفلام لعدة شخصيات من شخصيات مارفل، قبل أن تبدأ في إنتاج أفلامها الخاصة في عام 2004، ومنذ ذلك الحين استردت العديد من تلك الحقوق.
في عام 2009، استحوذت شركة والت ديزني على الشركة الأم لمارفل ستوديوز، وهي مارفل إنترتينمنت، وفي عام 2015 تم نقل مارفل ستوديوز إلى قسم استوديوهات والت ديزني، والذي أصبح جزءًا من قسم ديزني إنترتينمنت منذ عام 2023. تولت شركة «والت ديزني ستوديوز موشن بيكتشرز» توزيع معظم أفلام الاستوديو منذ فيلم «المنتقمون» The Avengers عام 2012.
منذ عام 2008، أصدرت مارفل ستوديوز 34 فيلمًا ضمن عالم مارفل السينمائي MCU، بدءًا من فيلم آيرون مان وصولًا إلى Deadpool & Wolverine. كما أصدرت 11 مسلسلًا تلفزيونيًا منذ عام 2021، بدءًا من WandaVision وصولًا إلى Agatha All Along، بالإضافة إلى عرضين تلفزيونيين خاصين هما: Werewolf by Night وThe Guardians of the Galaxy Holiday Special. يُعد المسلسل التلفزيوني What If...? أول عمل رسوم متحركة تنتجه الشركة بشكل كامل من خلال قسمها الفرعي «مارفل ستوديوز أنيميشن» Marvel Studios Animation.
تتميز هذه الأفلام والمسلسلات التلفزيونية والعروض الخاصة بالاستمرارية نفسها، إلى جانب خمسة أفلام قصيرة تُعرف باسم Marvel One-Shots، والتي أنتجتها الشركة وأُصدرت بين عامي 2011 و2014. من عام 2013 حتى عام 2020، أصدرت مارفل تيليفيجن Marvel Television اثني عشر مسلسلًا تلفزيونيًا ضمن استمرارية عالم مارفل السينمائي، ولكنها أُنتجت قبل أن تُدمج الشركة مع مارفل ستوديوز في ديسمبر 2019 وتصبح علامة إنتاجية.
بالإضافة إلى عالم مارفل السينمائي MCU، شاركت مارفل ستوديوز في إنتاج سلاسل أفلام أخرى مستندة على شخصيات مارفل، والتي حققت إيرادات تجاوزت مليار دولار في شباك التذاكر، مثل سلاسل أفلام X-Men وSpider-Man. كما أنتجت مارفل أنيميشن ثمانية أفلام قصيرة مباشرة إلى الفيديو (أي بدون إصدار سينيمائي) تُعرف باسم Marvel Animated Features، والتي صدرت بين عامي 2006 و2011. منذ عام 2024، بدأت مارفل ستوديوز باستخدام العلامتين التجاريتين «مارفل تيليفيجن» Marvel Television و«مارفل أنيميشن» Marvel Animation لإصدار مشاريعها التلفزيونية والرسوم المتحركة على التوالي.

## نظرة عامة
خلال ما يُعرف بـ«عصر مارفل الأول» أو "Timely era"، تم ترخيص شخصية كابتن أمريكا لشركة ريببلك بيكتشرز لإنتاج فيلم مسلسلي عام 1944، وذلك فقط كوسيلة للإعلان المجاني. مع ذلك، فشلت شركة Timely في توفير أي رسوم أو تفاصيل إضافية عن كابتن أمريكا مع درعه، ما دفع شركة Republic إلى ابتكار خلفية جديدة بالكامل للشخصية، وقامت بتصويره وهو يستخدم مسدسًا. من أواخر سبعينات وحتى أوائل تسعينات القرن العشرين، قامت مجموعة مارفل كوميكس Marvel Comics Group ومجموعة مارفل إنترتينمنت Marvel Entertainment Group - MEG ببيع حقوق إنتاج أفلام استنادًا على شخصيات مارفل الكوميدية لعدد من الاستوديوهات. تم ترخيص أحد أشهر أبطال مارفل، سبايدر مان، في أواخر سبعينات القرن العشرين، لكن الحقوق عادت إلى مارفل ولم يتم إنتاج أي فلم خلال الإطار الزمني المخصص. في الفترة من 1986 إلى 1996، تم ترخيص معظم الشخصيات الرئيسية لمارفل، بما في ذلك Fantastic Four وX-Men وDaredevil وThe Hulk وSilver Surfer وIron Man. أول اقتباس سينمائي كبير لإحدى شخصيات مارفل كان فيلم Howard the Duck عام 1986، والذي كان فشلًا كبيرًا في شباك التذاكر. في نوفمبر 1986، استحوذت شركة New World Entertainment على مجموعة مارفل إنترتينمنت MEG وسعت إلى إنتاج أفلام تستند على شخصيات مارفل. أصدرت فيلم The Punisher 1989 قبل أن يتم بيع مجموعة مارفل إلى شركة Andrews Group المملوكة لرونالد بيرلمان.
تم إنتاج فيلمين آخرين خلال تلك الفترة: فيلم Captain America 1990، الذي عُرض على الشاشات في المملكة المتحدة بينما صدر مباشرة إلى الفيديو في الولايات المتحدة، وفيلم The Fantastic Four 1994، الذي لم يكن مُعدًا للإصدار التجاري.

## نظرة تاريخية

### مارفل فيلمز 1993–1996
بعد إبرام صفقة بين مجموعة مارفل إنترتينمنت MEG وشركة ToyBiz في عام 1993، تم تعيين آفي آراد من شركة ToyBiz رئيسًا ومديرًا تنفيذيًا لكل من قسم Marvel Films وشركة New World Family Filmworks, Inc.، وهي إحدى الشركات التابعة لشركة New World Entertainment. كانت New World Entertainment الشركة الأم السابقة لمجموعة مارفل إنترتينمنت MEG وأصبحت لاحقًا شركة زميلة تابعة لمجموعة Andrews Group. بحلول عام 1993، أصبحت شركة Marvel Productions تحمل اسم New World Animation، حيث بدأت مارفل في تأسيس قسم Marvel Films، بما في ذلك Marvel Films Animation. تولى توم تاتارانوفيتش رئاسة التطوير والإنتاج لكل من Marvel Films Animation وNew World Animation. خلال موسم 1996-1997، أنتجت New World Animation مسلسل The Incredible Hulk، بينما أنتجت Saban مسلسل X-Men: The Animated Series، وتولى قسم Marvel Films Animation إنتاج مسلسل Spider-Man للتلفزيون. بحلول نهاية عام 1993، عقد آفي آراد صفقة مع شركة 20th Century Fox لإنتاج فيلم مبني على شخصيات X-Men. في أغسطس 1996، تم الإعلان عن بيع New World Animation وMarvel Films Animation، إلى جانب بقية شركة New World، لشركة News Corporation وFox. كجزء من الصفقة، قامت مارفل بترخيص حقوق Captain America وDaredevil وSilver Surfer ليتم عرضها على شبكة Fox Kids Network وإنتاجها من قِبل Saban. استمرت New World Animation في إنتاج الموسم الثاني من مسلسل The Incredible Hulk لصالح شبكة UPN.

## روابط خارجية
- استوديوهات مارفل على موقع IMDb (الإنجليزية)